# Istoria Rusiei, 1796-1855

## Rusia, de la Ecaterina a II-a la Alexandru I (1796-1825)

### Rusia în timpul lui Pavel I
Ecaterina a II-a a Rusiei a murit în 1796, iar pe tron a urcat fiul ei, Pavel I al Rusiei (care a domnit între 1796-1801). Temerile pe care le-a avut în timpul vieții mamei sale, care ar fi încercat să-l numească moștenitor al tronului pe nepotul ei cel mai mare, (primul fiu al lui Petru), Alexandru I al Rusiei, l-au făcut să legifereze dreptul primului născut. Aceasta este una dintre reformele scurtei sale domnii care au rămas neschimbate de-a lungul timpului. De asemenea, el a reînnoit contractul de exploatare blănurilor din Alaska al lui Nicolai Reazanov, ceea ce a dus în cele din urmă la achiziția acestui teritoriu din America de Nord. Paul a fost generos, dar cu o fire schimbătoare, genorozitatea arătată iobagilor săi și aroganța i-au adus numeroși dușmani. 
Rusia, care devenise o supraputere europeană, nu a putut să nu fie inplicată în războaiele Franței napoleoniene. Pavel a devenit un oponent ferm al Franței, Rusia alăturându-se Marii Britanii și Austriei în războiul împotriva lui Napoleon. Între 1798 și 1799, trupele rusești sub comanda unuia dintre cei mai faimoși generali ai imperiului, Alexandr Suvorov, s-au comportat strălucit în Italia și Elveția. Sprijinul țarului pentru Cavalerii ospitalieri (Cavalerii Ordinului de Malta) și recunoașterea funcției Marelui Maestru au îndepărtat numeroși membri ai Curții Imperiale. Alături de politicile mai liberale față de clasele de jos și de descoperirea corupției din trezoreria imperială, interesul pentru reforme i-au pecetluit soarta. Pavel I al Rusiei a fost asasinat în martie 1801.

### Rusia în timpul lui Alexandru I
Noul țar, Alexandru I al Rusiei (care a domnit între 1801 și 1825), a suit pe tron ca urmare a uciderii tatălui său, în moartea căruia zvonurile susțineau că ar fi fost implicat. Pregătit ca să devină țar de către bunica lui, Ecaterina a II-a, crescut în spiritul iluminismului, Alexandru avea o înclinație către romantism și misticism religios, tendințe manifestate în special spre sfârșitul domniei. El a modificat structura guvernamentală, înlocuind colegiile înființate de Petru cel Mare cu ministere, dar fără a desemna și un prim-ministru coordonator al întregii activități. Strălucitul om de stat Mihail Speranski, care fusese principalul sfătuitor al țarului în primii ani de domnie, i-a propus suveranului reforme constituționale ample, dar Alexandru l-a destituit în 1812 și și-a pierdut interesul pentru reforme. 
Interesul lui Alexandru nu a fost centrat pe politica internă, ci pe cea externă, în mod particular în problemele conflictului cu Napoleon. Temându-se de ambițiile expansioniste ale lui Napoleon și de creșterea puterii Franței, Alexandru s-a alăturat Marii Britanii și Austriei în lupta împotriva noii amenințări. Napoleon a învins armatele austriece și rusești în bătălia de la Austerlitz din 1805 și a înfrânt în mod zdrobitor pe ruși la Friedland în 1807. Alexandru a fost constrâns să accepte pacea și, după semnarea tratatului de la Tilsit din 1807, a devenit aliatul lui Napoleon. Rusia a pierdut puțin teritoriu ca urmarea a prevederilor tratatului, dar Alexandru s-a folosit de alianța cu Franța pentru a face alte cuceriri. După ce i-a învins pe suedezi în războiul finlandez din 1809, el a ocupat Marele Ducat al Finlandei, iar, după încheierea victorioasă a războiului ruso turc din 1806-1812, a ocupat Basarabia. 
Alaianța ruso-franceză a devenit din ce în ce mai fragilă. Napoleon era îngrijorat de intențiile Rusiei în ceea ce privește strâmtorile strategice Bosfor și Dardanele. În același timp, Alexandru privea cu deosebită neîncredere Marele Ducat al Varșoviei, statul polonez reconstituit și controlat de francezi. Cererea francezilor ca Rusia să se alăture blocadei împotriva Angliei aducea atingere intereselor comerciale ale imperiului. În 1810, Alexandru a refuzat să respecte obligațiile care i-ar fi revenit din participarea la blocadă. În iunie 1812, Napoleon a invadat Rusia cu 600.000 de militari, o forță de două ori mai mare decât cea a armatei regulate rusești. Napoleon a sperat să provoace o înfrângere majoră a rușilor și să-l oblige pe Alexandru să ceară începerea tratativelor de pace. Deși Napoleon a reușit să împingă forțele rușilor spre est, liniile franceze au devenit extrem de întinse și solicitate. Rezistența îndârjită a rușilor, care proclamaseră deslănțuirea Războiului pentru Apărarea Patriei, combinată cu temperaturile extrem de scăzute ale iernii rusești și cu tactica pământului pârjolit a dus până în cele din urmă la înfrângerea dezastruasă a francezilor. Mai puțin de 30.000 de francezi s-au mai întors în patrie.
În vreme ce francezii se retrăgeau, ruși i-au urmărit prin toată Europa Centrală și Occidentală, până la porțile Parisului. După ce Napoleon a fost învins, Alexandru a devenit cunoscut drept salvatorul Europei și a jucat un rol hotărâtor în redesenarea hărții politice continetale în timpul Congresului de la Viena din 1815. În același timp, sub influența misticismului religios, Alexandru a inițiat crearea Sfintei Alianțe, o alianță a celor mai multe națiuni ale Europei, ai căror conducători ar fi trebuit să acționeze conform principiilor creștine. Din punct de vedere practic, funcțională a fost însă Cvadrupla Alianța dintre Rusia, Anglia, Prusia și Austria, formată în 1814. Aliații au creat un sistem internațional pentru menținerea status quo-ului teritorial și pentru prevenirea renașterii expansionismului francez. Alianța Cvadruplă a asigurat influența Rusiei în Europa. 
În același timp, Rusia și-a continuat propria expansiune. Congresul de la Viena a dus la apariția Regatului Polonez al Congresului, căruia Alexandru i-a asigurat o constituție. În acest fel, Alexandru I a devenit rege constituțional al Poloniei, rămânând în același timp țar autocrat al Imperiului Rus. Alexandru era de asemenea monarh al Finlandei, țară pe care o anexase în 1809, dar căreia îi acordase un statut de autonomie. În 1813, Rusia a cucerit teritorii în regiunea Baku din Caucaz, după ce a înfrânt Persia într-un război început în 1804. În același timp, Rusia era ferm instalată în Alaska. 
Istoricii sunt în general de acord că mișcările revoluționare au apărut în timpul domniei lui Alexandru I. Tinerii ofițeri ruși care au prticipat la urmărirea oștilor napoleoniene prin vestul Europei se întorseseră în Rusia plini de idei revoluționare: drepturile omului, guvernare reprezentativă și democrație, abolirea iobăgiei și chiar răsturnarea pe cale revoluționară a țarului. Ofițerimea era în mod special axați de faptul că țarul acordase Poloniei o constituție, în vreme ce Rusia era în continuare guvernată autocratic, în lipsa unei asemenea carte fundamentale. Mai multe organizații clandestine se pregăteau de revoltă în momentul în care, pe neașteptate, țarul a murit în 1825. După moartea lui Alexandru I, problema succesiunii a fost cea care a captat atenția tuturor. Marele Duce Constantin Pavlovici al Rusiei a renunțat la drepturile sale de succesiune la tron. Un grup de apoximativ 3.000 de ofițeri a refuzat să jure credință noului țar, fratelui lui Alexandru, Nicolae I, proclamând loialitatea lor numai la ideea de constituție. Acest eveniment a apărut în decembrie 1825, iar revelii au fost numiți de aceea decembriști. Țarul Nicolae a zdrobit ușor revolta ofițerească, decembriștii care mai scăpaseră cu viața au fost arestați și exilați în Siberia. 
Până la un punct, decembriștii au acționat în tradiția numeroaselor revoluții de palat, care voiau să-și plaseze pe tronul imperiului propriul candidat. Dar datorită faptului ca decembriștii doreau și punerea în practică a unui program politic liberal, revolta lor a fost considerată începutul unei mișcări revoluționare. Revolta decembristă a fost prima breșă dintre guvernare și elementele liberale, ruptură care se va lărgi în mod constant.

## Rusia în timpul lui Nicolae I
Nicolai I Pavlovici (Николай I Павлович, 6 iulie (25 iunie, stil vechi) 1796 - 2 martie (18 februarie, stil vechi) 1855) a fost împăratul Rusiei din 1825 până la moartea sa din 1855.
Lui Nicolae îi lipsea cu desăvârșire deschiderea spirituală și intelectuală a fratelui său. El considera că rolul său ca țar era unul de autocrat paternalist care își conduce poporul prin orice mijloace găsește de cuviință. Având experiența tristă a revoltei decembriștilor, Nicolae I era ferm hotărât să țină sub un control strict societatea rusă. Poliția secretă, așa numita Secția a treia, controla o rețea uriașa de spioni și informatori. Asupra sistemului de învățământ, presei și asupra oricărei manifestări a vieții publice era exercitată o cenzură strictă. În 1833, ministrul educației, Serghei Uvarov, a gândit un program denumit "Autocrație, ortodoxie și caracter național", care urma să reprezinte principiul călăuzitor al regimului. Poporul trebuia să demonstreze loialitate nelimitată autorității țarului, tradițiilor Bisericii Ortodoxe Ruse și națiunii ruse. Aceste principii nu au avut sprijinul majorității populației, dar, în schimb, a dus la represiune în general și, în particular, la represiuni la adresa naționalităților neruse și în special a minorităților religioase neortodoxe. De exemplu, guvernul a silit Biserica Ortodoxă Georgiană să accepte regulile sinodice ale Bisericii Ortodoxe Ruse. 
Accentul pus la nivel oficial pe naționalismul rusesc a contribuit la deschiderea unei dezbateri asupra locului Rusiei în lume, sensului istoriei și a viitorului țării. Un grup, cel al "occidentaliștilor", credeau că Rusia a rămas înapoiată și primitivă și nu poate progresa decât printr-un proces mai amplu de europenizare. Alt grup, cel al slavofililor, proslăveau cu entuziasm slavii, cultura și tradițiile lor și nu-și ascundeau dezaprobarea pentru opiniile occidentaliștilor și pentru cultura și obiceiurile vesticilor. Slavofilii considerau filozofia slaviilor ca sursă de plenitudine în Rusia și priveau cu neîncredere la raționalismul și materialismul vestic. Unii dintre ei considerau că obștea sătească rusă oferea o alternativă atractivă la capitalismul ioccidental, tradiție țărănească care ar fi putut transforma Rusia într-un potențial salvator social și moral. Slavofili pot fi considerați că au reprezentat o formă a mesianismului rusesc. 
În ciuda represiunii din această perioadă, în Rusia a avut loc o înflorire a artelor. Prin operele unor autori precum Alexandr Pușkin, Nicolai Gogol, Ivan Turgheniev și a altora, literatura rusă a căpătat recunoaștere și statut internațional. Baletul a prins rădăcini trainice în Rusia după ce a fost "importat" din Franța, iar muzica clasică a ajuns pe culmi datorită compozițiilor lui Mihail Glinka (1804-1857).
În politica externă, Nicolae I a acționat ca gardian împotriva revoluțiilor. Ofertele lui de reprimare a revoluțiilor europene, acceptate în câteva cazuri, i-au adus porecla de "jandarm al Europei". În 1830, polonezii din teritoriile poloneze ocupate de Rusia s-au revoltat. Țarul Nicolae a reprimat rebeliunea, a abrogat constituția poloneză și a transformat Polonioa într-o gubernie – provincie a imperiului. În 1848, când Europa a fost zguduită de o serie de revoluții, Nicolae I a fost vârful de lance al reacțiunii. În 1849, el intervenit în ajutorul Habsburgilor și i-a ajutat să reprime revoluția din Ungaria și, de asemenea, a silit Prusia să nu accepte o constituție liberală. Deoarece ajutase forțele conservatoare să îndepărteze spectrul revoluțiilor, Nicolae părea că domină întreaga Europă. 
Dominația rusească s-a dovedit până în cele din urmă iluzorie. În vreme ce Nicoale se străduia să mențină status quo-ul în Europa, el a adoptat o poziție foarte agresivă la adresa Imperiului Otoman. Țarul urmărea rezolvarea a ceea ce era denumită Problema orientală, încercând împărțirea Imperiului Otoman și stabilirea unui protectorat asupra populației ortodoxe din Balcani, care era în acele timpuri (anii 1820) în cea mai mare parte sub controlul otomanilor. Rusia a dus un război victorios împotriva turcilor în 1828 – 1829. În 1833, Rusia a negociat cu turcii tratatul de la Unkiar-Skelessi. Puterile europene au crezut în mod greșit că tratatul conținea o clauză secretă care i-ar fi asigurat Rusiei dreptul de a traversa cu vase de război strâmtorile Bosfor și Dardanele. Prin Convenția de la Londra asupra strâmtorilor din 1841, puterile europene asigurau controlul otomanilor asupra strâmtorilor și interziceau tuturor națiunilor, inclusiv Rusiei, să trimită vase de război prin Bosfor și Dardanele. Bazându-se pe rolul pe care-l avusese în reprimarea revoluțiilor din 1848 și crezând în mod eronat că are sprininul diplomatic britanic, Nicolae a amenințat încă o dată Imperiul Otoman, care a declarat război Rusiei în 1853. Temându-se de posibilitatea unei victiorii rusești, Regatul Unit și Franța s-au alăturat în 1854 turcilor în ceea ce avea să fie cunoscut ca Războiul Crimeii. Austria a oferit sprijin diplomatic otomanilor, iar Prusia a rămas neutră, lăsând Rusia fără aliați pe continent. Aliații europeni au debarcat în Crimeea și au asediat baza militară puternic fortificată de la Sevastopol. După un asediu de un an de zile, Sevastopolul a căzut, demonstrând incapacitatea rușilor de a-și apăra propriile fortificații. Nicolae I avea să moară mai înainte de căderea Sevastopolului, dar înainte de acest moment devenise coștient de neputința regimului său. Rusia se confrunta cu două opțiuni: ori iniția reforme profunde, ori era în primejdie să-și piardă statutul de mare putere europeană.